# Connarus megacarpus
Connarus megacarpus là một loài thực vật có hoa trong họ Connaraceae. Loài này được S.F.Blake mô tả khoa học đầu tiên năm 1923.